# Rhyacophila bakurianica
Rhyacophila bakurianica är en nattsländeart som beskrevs av Lepneva 1961. Rhyacophila bakurianica ingår i släktet Rhyacophila och familjen rovnattsländor. Inga underarter finns listade i Catalogue of Life.